# Site d'intérêt scientifique particulier

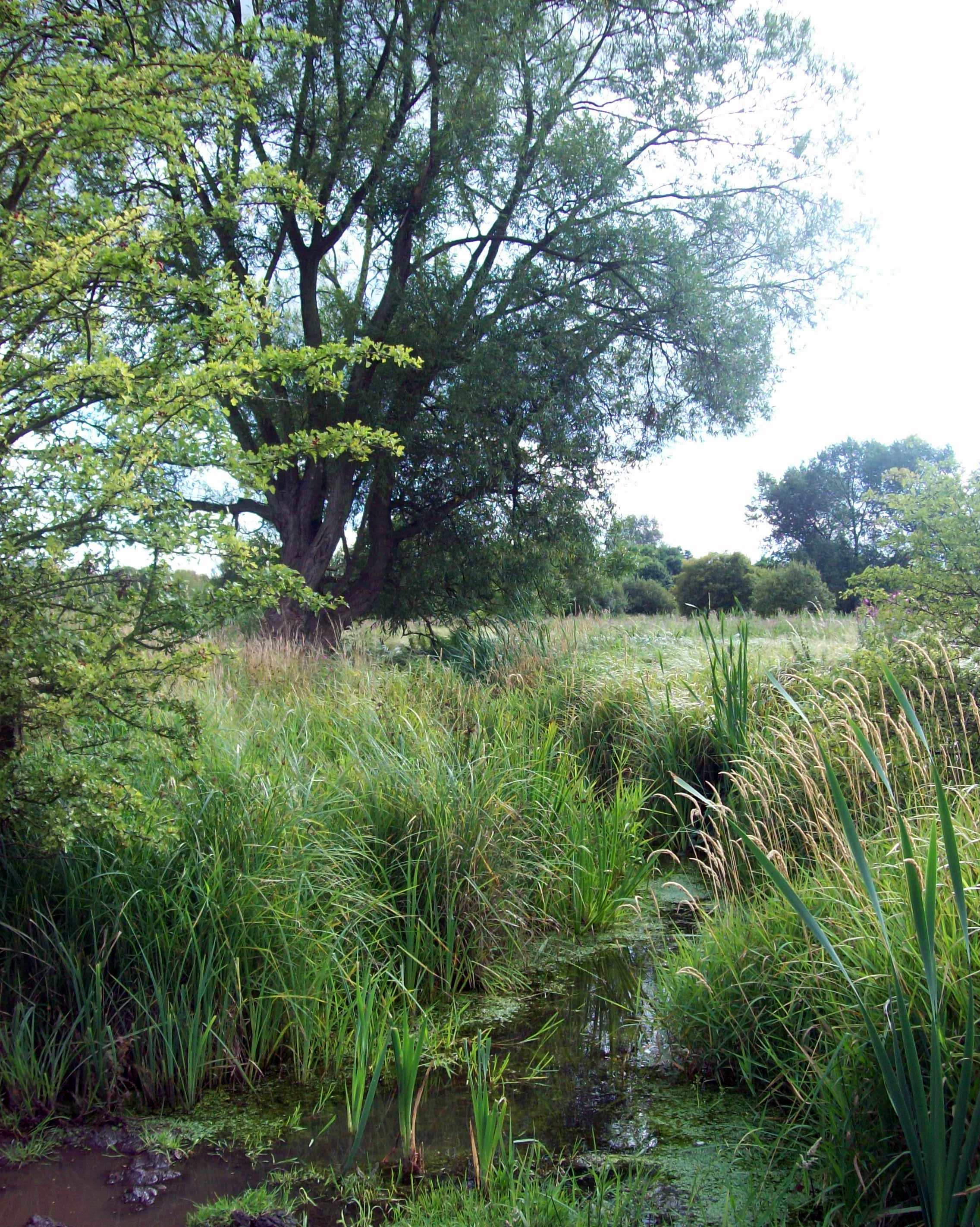
Jockey Fields est un SSSI du comté de Midlands de l'Ouest.

Un site d'intérêt scientifique particulier (en anglais Site of Special Scientific Interest, SSSI) est une zone protégée au Royaume-Uni. Il s'agit de l'élément fondamental dans la législation sur la conservation des sites naturels, et de nombreuses autres notions du droit britannique se basent dessus, telles que la réserve naturelle nationale, les sites au titre de la convention de Ramsar, la zone de protection spéciale et la zone spéciale de conservation.

## Statut légal
Cette dénomination a été créée en 1949 par le National Parks and Access to the Countryside Act 1949 (en) voté par le parlement du Royaume-Uni. Le statut a cependant depuis évolué. Il est défini par le Wildlife and Countryside Act 1981, amendé dans une certaine mesure en 1985 et en 2000. Le processus de désignation d'un site d'intérêt scientifique particulier est appelé « notification », et est suivi par des consultations avec les propriétaires et les occupants du site, avant d'être confirmé ou retiré (en tout ou partie). Il y a actuellement plus de 4 100 SSSI au Royaume-Uni, couvrant 7 % de la superficie terrestre du pays.